# تسلا هند
تسلا هند (انگلیسی: Tesla India)
زیرمجموعه شرکت تسلا موتورز برای فعالیت‌های خود در هند است. این شرکت در ۸ ژانویه ۲۰۲۱ در بنگالورو، کارناتاکا هند، تأسیس شد. این شرکت قرار است در آینده محصولات تسلا را در هند مونتاژ کند.